# Lesly Bunton
 (mars 2023).
Si vous disposez d'ouvrages ou d'articles de référence ou si vous connaissez des sites web de qualité traitant du thème abordé ici, merci de compléter l'article en donnant les références utiles à sa vérifiabilité et en les liant à la section « Notes et références ».
 (mars 2023).
 (mars 2023).
La mise en forme du texte ne suit pas les recommandations de Wikipédia : il faut le « wikifier ».
Les points d'amélioration suivants sont les cas les plus fréquents. Le détail des points à revoir est peut-être précisé sur la page de discussion.
- Les titres sont pré-formatés par le logiciel. Ils ne sont ni en capitales, ni en gras.
- Le texte ne doit pas être écrit en capitales (les noms de famille non plus), ni en gras, ni en italique, ni en « petit »…
- Le gras n'est utilisé que pour surligner le titre de l'article dans l'introduction, une seule fois.
- L'italique est rarement utilisé : mots en langue étrangère, titres d'œuvres, noms de bateaux, etc.
- Les citations ne sont pas en italique mais en corps de texte normal. Elles sont entourées par des guillemets français : « et ».
- Les listes à puces sont à éviter, des paragraphes rédigés étant largement préférés. Les tableaux sont à réserver à la présentation de données structurées (résultats, etc.).
- Les appels de note de bas de page (petits chiffres en exposant, introduits par l'outil «  Source ») sont à placer entre la fin de phrase et le point final[comme ça].
- Les liens internes (vers d'autres articles de Wikipédia) sont à choisir avec parcimonie. Créez des liens vers des articles approfondissant le sujet. Les termes génériques sans rapport avec le sujet sont à éviter, ainsi que les répétitions de liens vers un même terme.
- Les liens externes sont à placer uniquement dans une section « Liens externes », à la fin de l'article. Ces liens sont à choisir avec parcimonie suivant les règles définies. Si un lien sert de source à l'article, son insertion dans le texte est à faire par les notes de bas de page.
- La présentation des références doit suivre les conventions bibliographiques. Il est recommandé d'utiliser les modèles {{Ouvrage}}, {{Chapitre}}, {{Article}}, {{Lien web}} et/ou {{Bibliographie}}. Le mode d'édition visuel peut mettre en forme automatiquement les références.
- Insérer une infobox (cadre d'informations à droite) n'est pas obligatoire pour parachever la mise en page.

Pour une aide détaillée, merci de consulter Aide:Wikification.
Si vous pensez que ces points ont été résolus, vous pouvez retirer ce bandeau et améliorer la mise en forme d'un autre article.
Lesly Bunton est une comédienne belge, codirectrice de théâtre, adaptatrice et scénographe.
Née en 1947 à Uccle (Bruxelles) de mère belge et de père britannique. Sa carrière  en Belgique et en France est jalonnée au théâtre et à la télévision de très  nombreuses interprétations et créations. Elle a obtenu l’Ève du Théâtre et le Prix International Médaille Musil.

## Biographie

### Débuts
Jeune débutante, elle est rapidement engagée pour la création d’une œuvre de Lope de Vega : Les Fontaines de Madrid lors de la réouverture à Bruxelles du Théâtre Molière.
Elle enchaîne au Théâtre de l’Alliance avec la création de L’Ecume des jours de Boris Vian qu’elle ira jouer en France au Festival International de Nancy.
Entretemps, après n’être passée qu’en coup de vent à l’Institut des arts de diffusion car on y interdisait aux étudiants comédiens d’accepter des contrats professionnels, elle se présente et est admise au Conservatoire Royal de Bruxelles où la liberté de jouer tout en suivant les cours lui est acquise.
Elle en sort nantie de tous les premiers prix obtenus d’emblée en un an. En 1969, au Théâtre de la Musique, elle joue le rôle de Chimène dans Le Cid de Corneille dans une conception scénique renouvelée d’Yvan Baudouin.
Un mois plus tard, le théâtre est dévasté par un incendie, leurs costumes sont sauvés in extrémis mais pas les décors.
La même année, elle devient cofondatrice de la Compagnie Yvan Baudouin-Lesly Bunton.

### Carrière artistique
Elle est engagée sur audition à Paris par Jean Meyer, sociétaire de la Comédie-Française et directeur du Théâtre Michel. C’est au Théâtre des Célestins à Lyon dont il est aussi directeur qu’il la distribue dans Rhinocéros de Ionesco, aux côtés de Jacques Villeret et Jacques Duby dans une mise en scène de Guy Lauzin.
Il l’engage ensuite dans le rôle d’Armande des Femmes savantes qu’il met en scène au Théâtre National de Belgique (devenu aujourd’hui Théâtre national Wallonie-Bruxelles).
Après quoi, elle joue à Reims chez Robert Hossein le rôle de Zerbinette, la jeune bohémienne des Fourberies de Scapin, aux côtés de Jacques Weber (metteur en scène), Jacques Villeret, Patrick Chesnais, Nicole Jamet et Jean-François Balmer.
Elle rentre de France pour vivre une expérience très rare pour une comédienne : elle est engagée au Théâtre National pour jouer le rôle de Sarah, la sourde-muette dans Le Septième Jour Dieu créa les autres de Mark Medoff, en création en Belgique.
Pour ce rôle particulièrement atypique, elle apprend le langage des signes pendant une année. Son interprétation lui vaudra un succès personnel unanime. Suivront dans les principaux théâtres de la capitale et du pays une multitude d’interprétations de tout premier plan qui la révèlent à tous les publics. A la télévision, on la voit dans des téléfilms et captations de la RTBF et de TF1. Elle crée au Théâtre National une pièce de Peter Ustinov La Dixième de Beethoven qui lui vaudra, puisqu’elle parle couramment l’anglais depuis l’enfance, le plaisir de le connaître personnellement et de partager avec lui des affinités artistiques très british…
Parallèlement aux nombreuses activités de la comédienne, le Théâtre Compagnie Yvan Baudouin - Lesly Bunton, après des séries de spectacles dans les théâtres et centres culturels, s’était installé à l’avenue d’Auderghem à Bruxelles où elle multipliera les interprétations d’œuvres puissantes d’écrivains contemporains à l’occasion desquelles elle recevra des distinctions honorifiques.
Férue de lectures et de culture, elle veut mettre en lumière le destin brisé de femmes exceptionnelles. Elle participe alors activement dans « son » lieu, à l’adaptation et la création de spectacles en solo dont le texte original de chacun n’avait pas été écrit initialement pour la scène. (Voir « Spectacles en solo » et le listing « THEATRE »).
Les deux premiers furent Journal de prison d’Albertine Sarrazin qu’elle alla jouer à Paris au Théâtre Chaptal et au Palais de l’Art et de la Culture de Brest, Isabelle Eberhardt ou La Magie des Sables qu’elle jouera à Paris au Théâtre du Lucernaire à Montparnasse.
Déterminée à découvrir de nouveaux auteurs et autrices (Märta Tikkanen et Évelyne Pieiller) en allant partout à leur rencontre hors de nos frontières, elle rencontre entre autres l’écrivain Michel Le Bris, directeur du Festival des Grands Voyageurs de St Malo qui lui écrit dans la foulée une Vie de Femme qu’elle se destine désormais à concrétiser en nouveau solo.

### Spectacles en solo

#### Le journal d'une Femme en prison
|  | Adaptation du Journal de prison d'Albertine Sarrazin. Création à Bruxelles et multiples séries de prolongations. Paris: Théâtre 347. Brest: Palais de l’Art et de la Culture. |

#### Isabelle Eberhardt ou La Magie des Sables
| Adaptation de Mes Journaliers d'Isabelle Eberhardt. Création à Bruxelles, 3 séries de prolongations. Captation par la RTBF. Paris - Théâtre du Lucernaire. |

#### L'Histoire d'Amour du Siècle, disais-tu ...
|  | Adaptation de l'œuvre poétique éponyme de Märta Tikkanen. Création à Bruxelles en 1997. Reprise en 1999. Plus de 60 représentations. - « Un spectacle fascinant qui interpelle » L'Éventail (journal). - « Un diamant noir » Le Soir |

#### Le Grand Théâtre
| Pièce d'Évelyne Pieiller. Création en Belgique. Reprise en prolongations. |

### Vie privée
C’est en 1968 qu’elle rencontre Yvan Baudouin, homme de théâtre, comédien, metteur en scène et professeur d'art dramatique, connu pour ses nombreuses interprétations et prestations à la télévision. Ils sont mariés depuis 1973.

## Filmographie

### Pour la RTBF
- La Souriante Madame Beudet d’André Obey. Réalisation de Paul Roland.
- Le Loup Garou Réalis. Pierre Manuel
- Ta Claudia pour toujours. Réalisation de Jean-Louis Colmant.
- L’Homme Brun de Jacques Henrard. Réalisation de Freddy Charles.

### Pour TF1
- Les Brigades du Tigre (série télévisée)[2]
- Il n'y a pas d'âge pour s'aimer[3]. Réalisation Thierry Chabert. Avec Charlotte de Turckheim et Bernard Le Coq.

### En Captation RTBF
- Huis clos de Jean-Paul Sartre. Réalisation télé Michel Rochat
- Isabelle Eberhardt ou La Magie des Sables. Réalisation télé Serge Zwoneg[4]

## Théâtre

### Années 1960
- 1965 : Les occasionnelles au Théâtre de Quat’Sous. Mise en scène Roland Ravez
- 1966 : Ruy Blas de Victor Hugo au Théâtre National. Mise en scène Jacques Huisman
- 1967 : L’Ecume des Jours de Boris Vian au Théâtre de l’Alliance. Mise en scène André Ernotte
- 1967 : Les Italiens à Paris au Théâtre National. Mise en scène Guy Lauzin
- 1967 : Les Fontaines de Madrid de Lope de Vega au Théâtre Molière. Mise en scène: Jacques Destoop (Comédie Française)
- 1968 : Hélène ou la joie de vivre d’André Roussin au Théâtre Molière.
- 1968 : L'Écume des jours de Boris Vian à Nancy - Festival International du Théâtre
- 1968 : Virage dangereux de Priestley. Product : MC Namur.Tournée. Mise en scène: Y. Baudouin
- 1969 : Connaissance de Antoine de Saint-Exupéry adapt. Jean-Louis Barrault. Rideau de Bruxelles + Tournée. Mise en scène Yvan Baudouin
- 1969 : La Reine et les Insurgés d’Ugo Betti. Product : MCNamur. Tournée. Mise en scène Yvan Baudouin
- 1969 : La Guerre de Troie n’aura pas lieu de Jean Giraudoux. Théâtre du Rideau de Bruxelles. Mise en scène: Claude Etienne.

En 1969 elle devient cofondatrice de la Cie Yvan Baudouin-Lesly Bunton dont la 1ère création sera : Qui donc es-tu mon frère ? spectable Musset. co-adapt : YB-LB. Tournée
NB : L’astérisque * dans la suite ci-dessous signifie que le spectacle concerné est une production de la Cie YB-LB dans une mise en scène d’Yvan Baudouin.
- 1969 : La Beat Generation création et mise en scène : Henry Chanal au Fourneau St Michel
- 1969 : Le Cid de Pierre Corneille. Théâtre de la Musique. + Tournée.

### Années 1970
- 1970 Bichon de Jean de Letraz. Théâtre des Galeries (Th du Vaudeville.) Mise en scène: Jacques Joël
- 1970 Le Cid de P. Corneille. Centre cultuel d’Auderghem + Tournée.
- 1970 Un Homme, Une Femme Co-adapt : YB-LB. Création.
- 1970 Qui donc es-tu mon frère ? spectacle Musset. Reprise. + Tournée.
- 1970 Les Folies Amoureuses  de J-Fr. Regnard. Centre cultur.d’Uccle.+ Tournée
- 1971 Le Petit Prince de Antoine de Saint-Exupéry. Co-adapt YB-LB. + Tournée.
- 1971 Les Serments indiscrets * de Marivaux.+ Tournée.
- 1971 Port-Royal de H.de Montherland. Comédie Claude Volter.M en sc C.Volter
- 1972 Iphigénie en Tauride de Goethe. Adaptation de Jean Mogin.Tournée + Centre culturel d’ Auderghem.
- 1972 La Mouette d’A.Tchékhov.Adapt. Elsa Triolet. Tournée
- 1972 Pomme, Pomme, Pomme de Jacques Audiberti. Création. Tournée.
- 1973 Les Femmes savantes de Molière. Théâtre National. + Tournée. Mise en scène : Jean Meyer
- 1973 Rhinocéros d'Eugène Ionesco. Théâtre des Célestins à Lyon. M en sc: Guy Lauzin. Avec : Jacques Villeret et Jacques Duby.
- 1973 Les Fourberies de Scapin de Molière. Théâtre Robert Hossein à Reims. Metteur en scène : Jacques Weber. Avec : Jacques Villeret, Patrick Chesnay, Jacques Weber, Nicole Jamet et Jean-François. Balmer.
- 1974 L’Obsédé de J Fowles adapt France Roche. Théâtre de l’Ancre à Charleroi. Mise en scène de Lucien Binot.
- 1974 Le Château de Franz Kafka. Adaptation de Paul Quentin. MCNamur. Création + Hommage à François Bovesse + Tournée.

En 1974, implantation à 1040 Bruxelles (Etterbeek) du Théâtre Cie Yvan Baudouin – Lesly Bunton (asbl.)

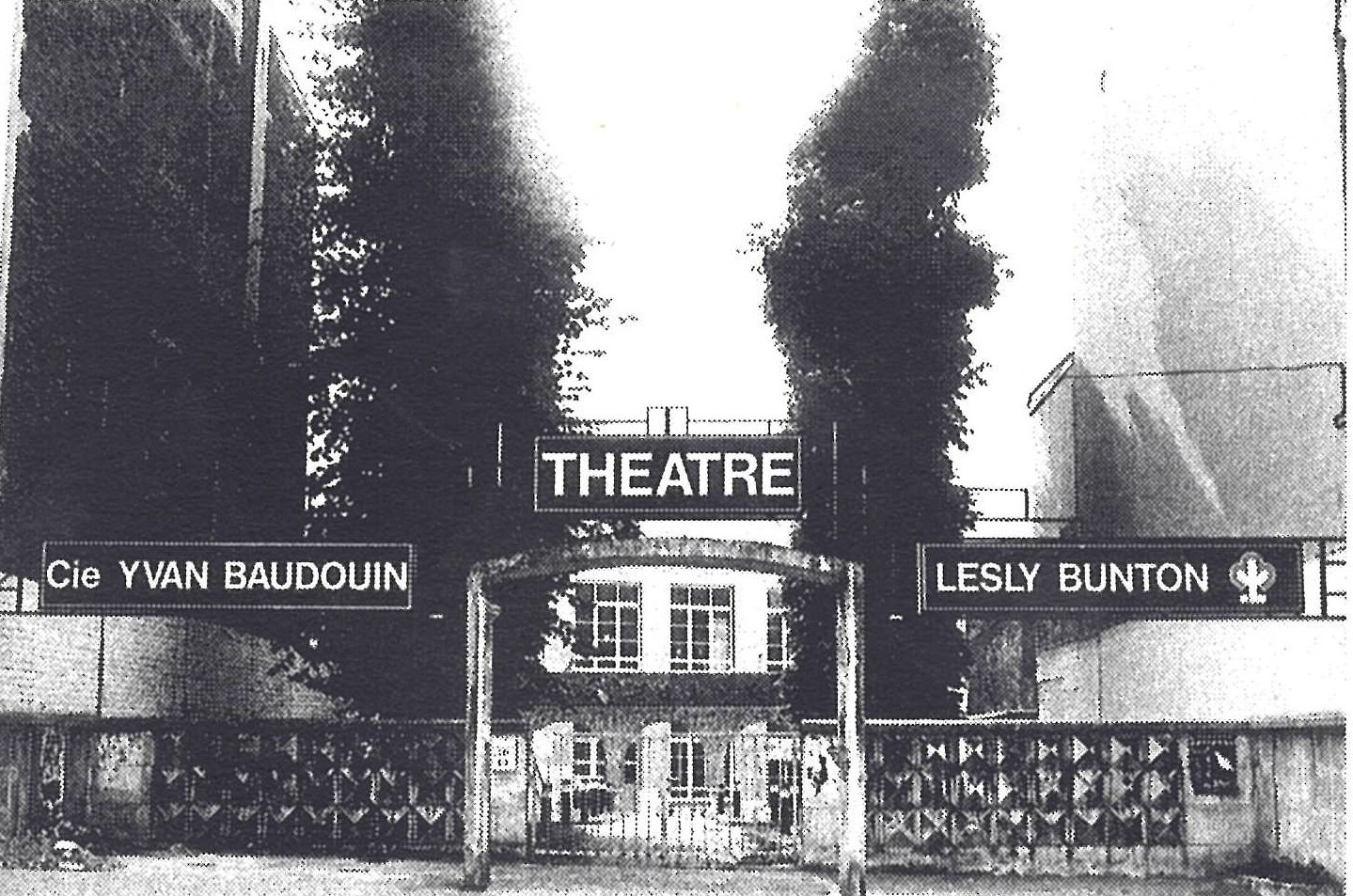
Théâtre Yvan Bauduin - Lesly Bunton à Bruxelles

- 1974 Qui donc es-tu mon frère ? spectacle Musset. Reprise + Tournée.
- 1974 Oncle Vania d’Anton Tchékhov. Théatre de l’Ancre. Mise en scène: Jacques Fumière
- 1974 Les Serments Indiscrets de Marivaux . Reprise + Tournée.
- 1975 Pauvre Bitos de Jean Anouilh. Comédie Claude Volter. Mise en scène: Claude Volter.
- 1975 Ardèle ou la Marguerite de Jean Anouilh.Théâtre de l’Ancre. Mise en scène de Jean-Michel Thibault
- 1975 Le Château de Frank Kafka. Adapt : Paul Quentin. Création.
- 1975 La Mouette d’Anton Tchékhov. Adaptation de Elsa Triolet.
- 1975 Le Mal court de Jacques Audiberti. + Tournée+ Centre culturel d’Auderghem.
- 1976 Huis clos de Jean-Paul Sartre (captation RTBF) au Centre culturel d’Auderghem. +Tournée..
- 1976 Les Fleurs du mal et du Génie - spectacle Baudelaire. Co-adapt: YB-LB. Création. +Tournées.
- 1976 Le Songe d’August Strindberg. Création.+ Centre culturel d’Auderghem.
- 1976 Les Fleurs du mal et du Génie - spectacle Baudelaire. Co-adaptation YB-LB. Création. Reprise.

Lesly Bunton jouant le role de Sarah dans Le 7eme jour Dieu créa les autres

- 1976 Genousie de René de Obaldia. Création.
- 1977 A l’ombre de Gatsby de Jeannine Monsieur. Création.
- 1977 Mademoiselle Julie d’August Strindberg.
- 1978 Comme tu me veux de Luigi Pirandello. Création.
- 1978 Qui donc es-tu mon frère ? spectacle Musset. Reprise +Tournée +Festiv. de Spa
- 1978 Les Fleurs du mal et du Génie - spectacle Baudelaire. Festival de Spa.
- 1978 Le Malentendu d’Albert Camus. Création.
- 1979 Même heure l’année prochaine de Bernard Slade. Théâtre royal des Galeries. Mise en scène Claude Vignot.
- 1979 Le Journal d’une Femme en prison d’Albertine Sarrazin. Création. Spectacle en solo.
- 1979 Qui donc es-tu mon frère ? spectacle Musset. Reprise.
- 1979 Le Journal d’une Femme en prison d’Albertine Sarrazin à Paris au Théatre 347-Chaptal Création en France[5],[6].
- 1979 Le Journal d’une Femme en prison d’ Albertine Sarrazin à Brest au Palais des Arts de la Culture. Création en France.

### Années 1980
- 1980 Qui donc es-tu mon frère ? spectacle Musset. à Wiltz (Grand-Duché du Luxembourg). Création. Festival International du Théâtre.
- 1980 Flamme au Vent d’Alexandre Soljenitsyne. Création.
- 1980 Miroirs de D. Frenkel Frank. Traduct. franç Jacques De Decker. Création.
- 1981 Le Journal d’une Femme en prison d’Albertine Sarrazin. MCNamur. Création.
- 1981 Gueule de glace de Gaston Compère. Création.
- 1981 Le Journal d’une Femme en prison d’Albertine Sarrazin. Festival de Spa.
- 1982 : Le 7ème Jour, Dieu créa les Autres de Mark Medoff. Théâtre National. Mise en scène: J. Dua
- 1982 Qui donc es-tu mon frère ? spectacle Musset. Reprise.
- 1982 Les Exaltés de Robert Musil. Traduction Philippe Jaccottet. Création.
- 1982 Les Merveilleux Nuages de M. Frayn. Th National. Mise en scène André Debaar.
- 1983 Les Exaltés de Robert Musil. Reprise.
- 1983 La 10ème de Beethoven De Peter Ustinov. Théâtre National. Mise en scène Philippe Rondest.
- 1984  Le 7ème Jour, Dieu créa les Autres de Mark Medoff adaptation française : Titanne Simons. Théâtre National. Reprise.
- 1984 Le dernier procès de Franz Kafka de Jean Giory. Role: Kafka. Création.
- 1984 Le Journal d’une Femme en prison d’Albertine Sarrazin. Reprise.
- 1984 Le dernier procès de Franz Kafka de Jean Giory. Reprise.
- 1984 Virginia Woolf-Louis II, signe d’étang de Juan d'Oultremont. Création.
- 1985 Les poètes du Jazz de Marc Danval. Création.
- 1985 Les Exilés de James Joyce. Adaptation de Jean-Dominique de La Rochefoucauld. Création.
- 1985 Huis clos de Jean-Paul Sartre. Rôle: Inès. Reprise + Tournée.
- 1985 Les Exilésde James Joyce. Adaptation de Jean-Dominique de La Rochefoucauld. Création. Reprise.
- 1986 Huis clos de Jean-Paul Sartre. Rôle: Inès. Reprise en prolongations[7].
- 1987 Meet me in N-Y City d’Yves Navarre. Création.
- 1987 Le Pain dur de Paul Claudel.
- 1988 Les poètes du jazz de Marc Danval. Reprise.
- 1988 Le Square de Marguerite Duras. Création.
- 1989 Le Jeu de l’Amour et de la Mort de Romain Rolland.

### Années 1990
- 1990 Isabelle Eberhardt ou la Magie des Sables de YB-LB. Création. En solo.
- 1990 Antigone de Sophocle. Adapt : Gaston Compère. Création.+ Tournée[8].

Lesly Bunton dans Antigone de Sphocole

- 1991 Isabelle Eberhardt ou la Magie des Sables de YB-LB. Création. Reprise.
- 1992 Isabelle Eberhardt ou la Magie des Sables de YB-LB. Prolongations.
- 1993 Isabelle Eberhardt ou la Magie des Sables à Paris (Montparnasse) au Centre d’Art-Théâtre du Lucernaire. Création.
- 1993 Les femmes aussi ont perdu la guerre (Anche le donne hanno perso la guerra) de Curzio Malaparte . Création. Traduction française de Daniel Halevy.
- 1994 Fenêtre sur couple de Jacques De Decker. Création.
- 1994 Fenêtre sur couple de Jacques De Decker. Reprise en prolongations.
- 1995 Huis clos de Jean-Paul Sartre. Reprise en prolongations.
- 1996 L’Etat de siège d’Albert Camus. Rôle de La Peste. Création.

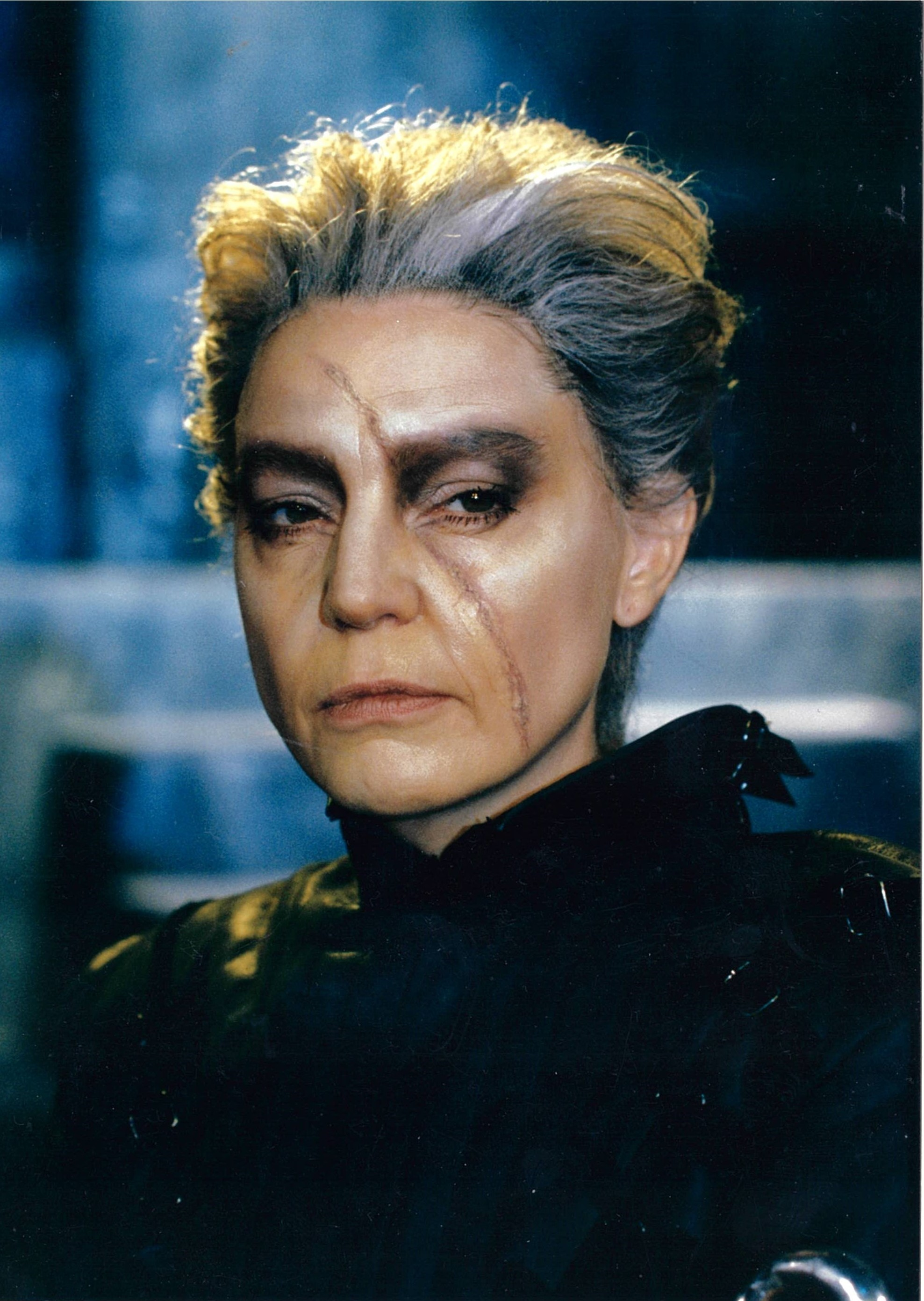
Lesly Bunton dans le role de La Peste dans L'état de siège d'Albert Camus

- 1997 L’Histoire d’amour du siècle, disais-tu… de Märta Tikkanen. Spectacle en solo. Création. Adaptation YB-LB. Traduction Joan Debibour.
- 1999 L’Histoire d’amour du siècle, disais-tu… de Märta Tikkanen. Reprise. Traduction Joan Debibour.

### Années 2000
- 2000 Ay Carmela de José Sanchis Sinisterra. Adapt : Angeles Munos. Création.
- 2001 Ay Carmela de José Sanchis Sinisterra. Création. Reprise.

Lesly Bunton dans Ay Carmela de José Sanchis Sinisterra

- 2001 Independence[9] (titre américain) de Lee Blessing (en). Traduction francaise François Bouchereau. Création.
- 2001 Le Grand Théâtre d’Évelyne Pieiller. Création. Spectacle en solo.
- 2002 L’Insaisissable Robert Goffin, d’Arthur Rimbaud à Louis Armstrong de Marc Danval + Tournée
- 2002 Le Grand Théâtre d’Évelyne Pieiller. Création. Reprise.
- 2003 Du Sexe de la femme comme champ de bataille de Matei Visniec. Création[10].
- 2003 Le Grand Théâtre d’Évelyne Pieiller. Festival de Spa. Reprise.
- 2003 L’Insaisissable Robert Goffin, d’Arthur Rimbaud à Louis Armstrong de Marc Danval. Festiv de Spa.
- 2004 Le Grand Théâtre d’Évelyne Pieiller. Reprise+Tournée.
- 2005 Le Grand Théâtre d’Évelyne Pieiller. Espace Toots. Bruxelles.
- 2009 La Folle de Chaillot[11] de Jean Giraudoux. Théâtre royal du Parc. Mise en scène Jean Claude Idée.

### Festivals à l’étranger
- L’Ecume des jours de Boris Vian. Festival International de Nancy.
- Qui donc es-tu, mon Frère ? spectacle Musset. Festival International de Wiltz.
- Le Journal d’une femme en prison d’Albertine Sarrazin. Festival de Brest
- Isabelle Eberhardt ou la Magie des Sables Festival d’été. Paris. Théâtre du Lucernaire.

### Festival de Spa
- Qui donc es-tu mon frère ? spectacle Musset.
- Les Fleurs du mal et du Génie - spectacle Baudelaire.
- L’Insaisissable Robert Goffin, d’A. Rimbaud à L. Armstrong
- Le Grand Théâtre

(hormis ses interprétations dans les spectacles du Théâtre National.)

### Lectures publiques
- Robert Goffin. Aux Midis de la Poésie à Bruxelles
- Carlos de Radzitzky. Aux Midis de la Poésie à Bruxelles.
- L’Eprise de Pascal Vrebos. Théâtre royal du Parc. Magasin d’Ecritures : Lectures- Spectacles. M en espace : Jean-Claude Idée.
- L’amour vous de Michel Lauwers. Théâtre royal du Parc. Magasin d’Ecritures/ Lectures- Spectacles. M en espace : Jacques Neefs.

### Scénographie / costumes / décors
Parmi les spectacles dont le titre est précédé par un asterisque (*); et s'ajoutent aussi les créations suivantes, hors de son parcours de comédienne:
- L'idée fixe de Paul Valery
- Un homme si simple d'André Baillon
- Je me rapelle les spasmes que j'avais ou l'étonnant Gustave Flaubert.
- Jean de la Fontaine, un homme de notre temps
- La nuit et le moment (Crébillon fils)
- Le diable et le bon Dieu de Jean-Paul Sartre
- La trégedie du Téméraire de Gaston Compère.

## Distinctions
- 1er prix d’emblée du Conservatoire Royal de Bruxelles en art dramatique.
- L’ Eve du théâtre, prix décerné par la presse théâtrale belge[12].
- La Médaille Musil, prix décerné par l’Autriche : Fondation Internationale Robert Musil. Pour son interprétation du rôle de  Régine dans Les Exaltés du grand écrivain autrichien.

## Publications
- Ecrire pour survivre…Exister en jouant (Article pour Scènes Maison de la Bellone).
- Dossiers pédagogiques du théâtre YB-LB. (nombreux travaux d’écriture et d’informations)
- Les pages jaunes Dossiers biographiques et didactiques sur les auteurs joués. . Voir le programme de chaque spectacle du Th Cie YB-LB.